# بروس لايت
بروس لايت (بالإنجليزية: Bruce Light)‏ هو لاعب كرة قدم أسترالية أسترالي، ولد في 26 يونيو 1949، وتوفي في 24 يناير 2018 في أديلايد في أستراليا.